# Imperial College London
L'Imperial College London (ufficialmente Imperial College of Science, Technology and Medicine) è una prestigiosa università britannica fondata nel 1907, situata a Londra nel distretto di South Kensington. Classificata come la seconda universitá migliore al mondo (QS World University Rankings 2025), davanti ad Harvard e Oxford, é specializzata in scienze, ingegneria, medicina e economia aziendale (con l'Imperial College Business School). L'università vanta 14 premi Nobel, 3 medaglie Fields e 74 Fellows della Royal Society. I contributi dell'università alla società includono la scoperta della penicillina, gli sviluppi nell'olografia e nelle fibre ottiche.
L'Imperial College è costantemente classificato tra le migliori università del mondo. Nel 2018, Imperial è stata considerata la seconda università più selettiva dal punto di vista accademico nel Regno Unito in base alla media alla fine degli esami di secondo ciclo dei suoi studenti, in tutti i sistemi educativi.
Il College è stato inizialmente uno dei componenti dell'Università di Londra, prima di diventare un'istituzione indipendente in occasione del suo centenario, nel 2007. Sotto la guida del Alberto di Sassonia-Coburgo-Gotha, la Regina Vittoria ha posto la prima pietra di l'Imperial Institute nel 1888. L'università è stata fondata nel 1907. È membro della European League of Research Universities dal 1º gennaio 2010. L'Imperial è anche un membro del Russell Group, il G5, l'Associazione dei Università del Commonwealth e del Triangolo d'Oro.

## Storia
La nascita dell'ente la si deve ad Alberto di Sassonia-Coburgo-Gotha, il quale nel 1851 fece costruire un'intera area dedicata alla cultura, comprendente l'Imperial institute, il museo di storia naturale, la Royal Albert Hall e il Victoria and Albert Museum.
Nel 1907, l'Imperial College fu istituito fondendo il Royal College of Science, la Royal School of Mines e il City and Guilds of London Institute. La scuola di medicina "St Mary's Hospital Medical School" fu aperta nel 1988, mentre nel 2004 fu inaugurata la Business school.

## Struttura
Il college è organizzato nelle seguenti facoltà:
- Business school
- Ingegneria
- Medicina
- Scienze naturali

La scuola di medicina dell'ente collabora con gli ospedali di Londra che vengono per l'insegnamento clinico universitario e la ricerca medica. L'Imperial College possiede e gestisce oltre trenta dormitori ad Ascot, Ealing, Wye e nel centro di Londra. Ogni campus è provvisto di una propria biblioteca, fra queste la Fleming di St Mary's.
South Kensington

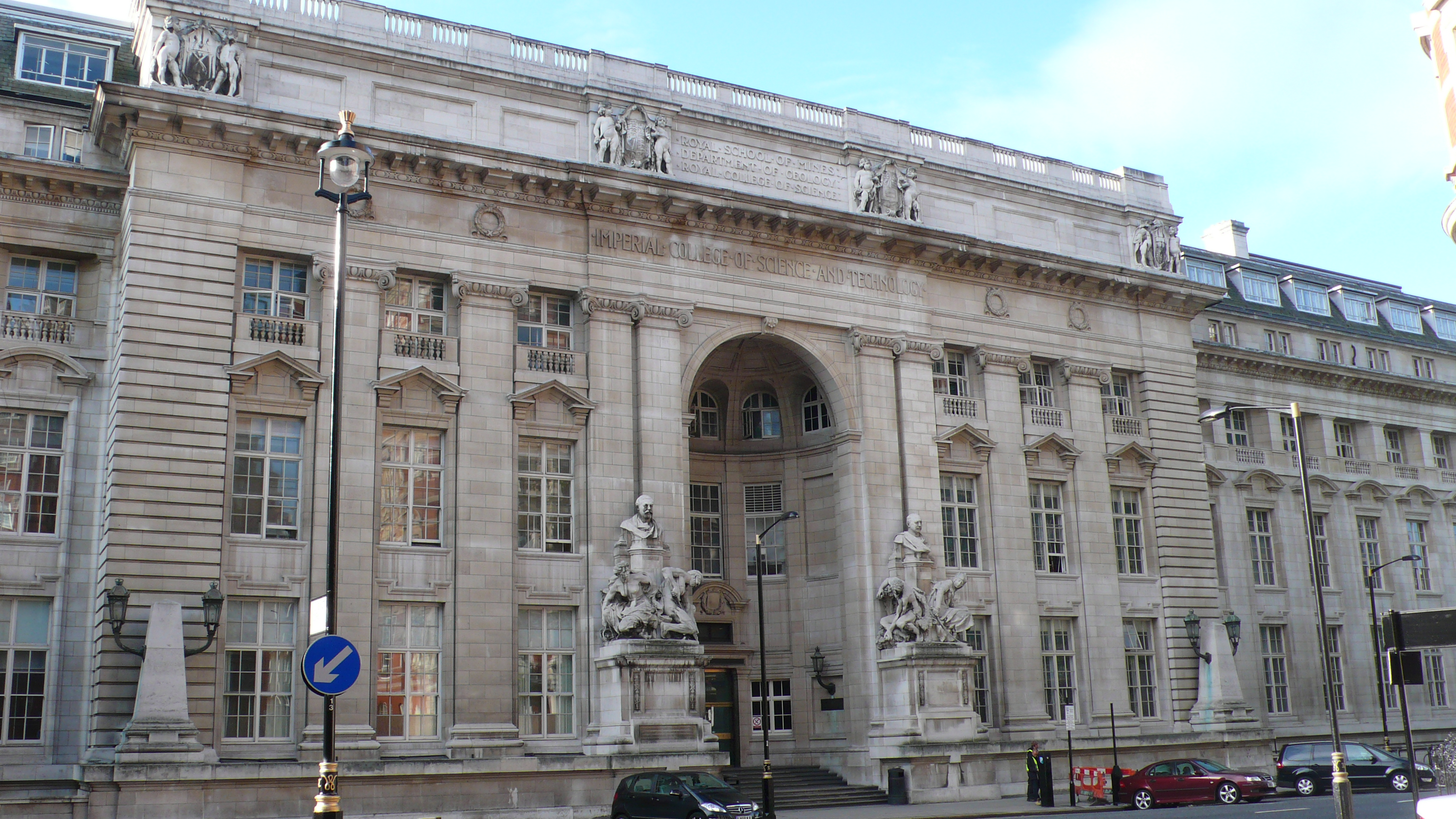
La Royal School of Mines

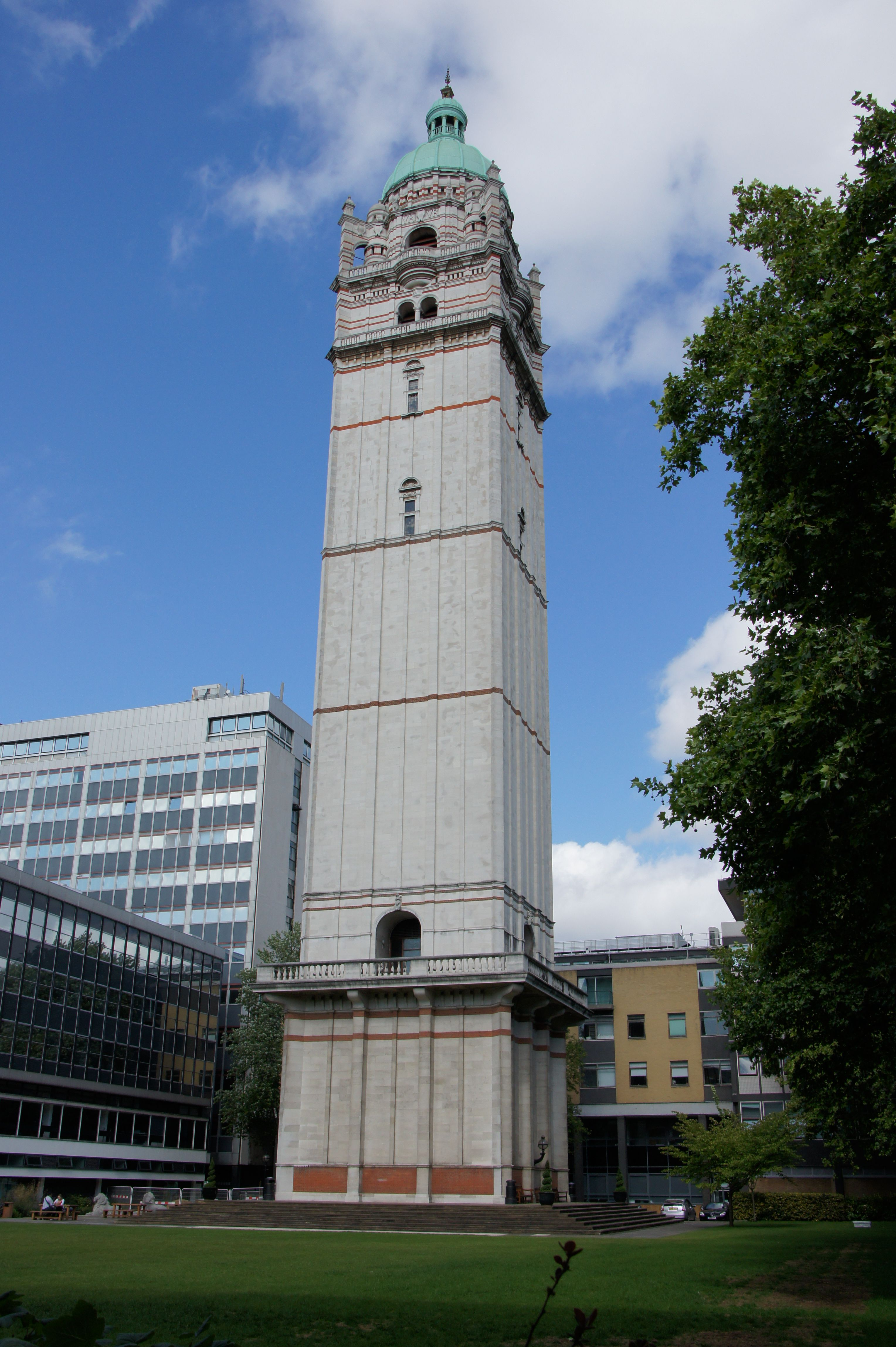
La Queen's Tower nel campus di South Kensington.

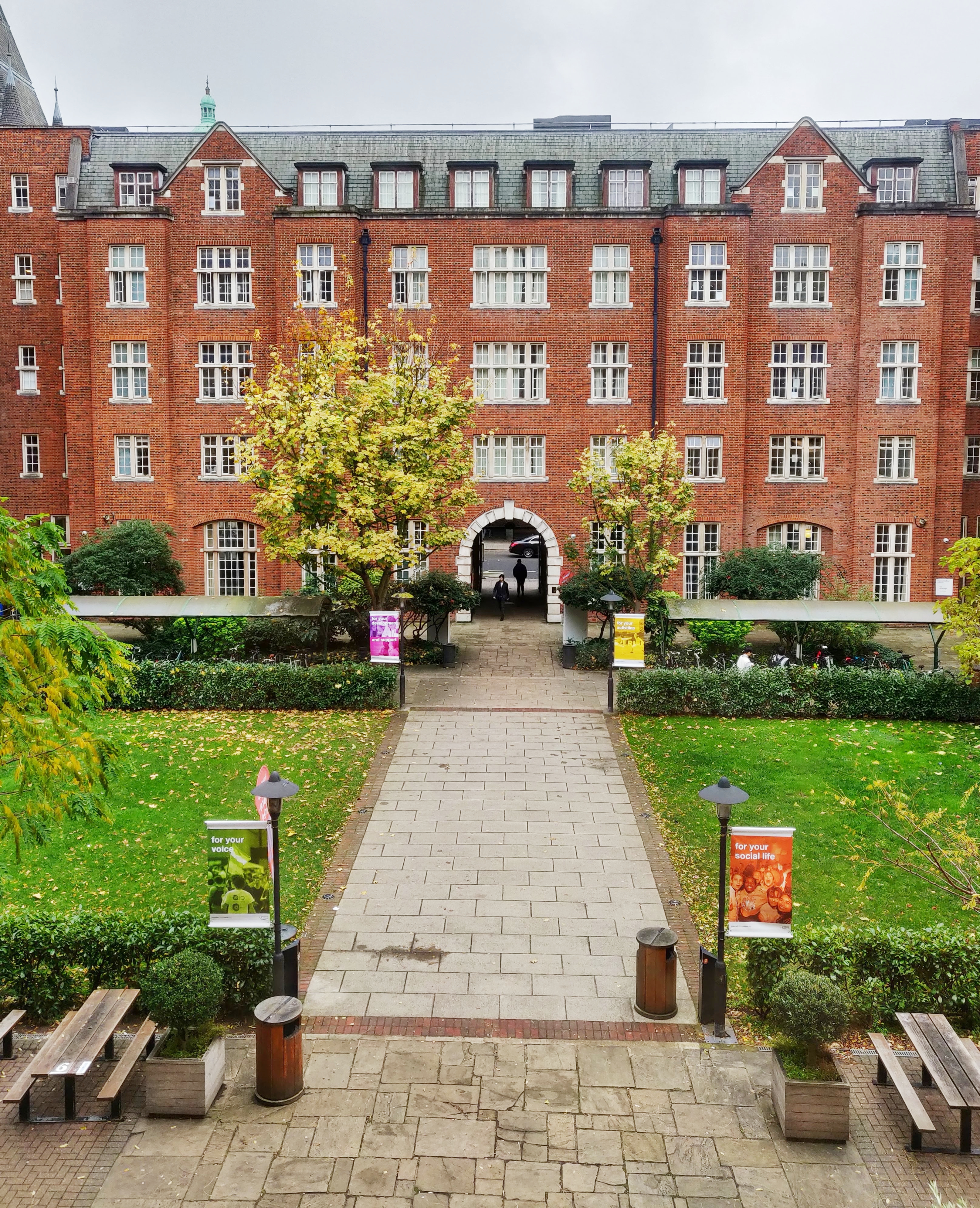
Beit Hall, aula studenti e cortile

Il sito originale dell'Imperial Institute e sede principale del college è campus di South Kensington. Al suo interno si svolgono la maggior parte degli insegnamenti e delle attività di ricerca. Ospita la Business school, la Royal school of mines e il Royal college of science. È anche il sito originale dell'Imperial Institute, la cui Queen's Tower si trova nel cuore del campus e si affaccia sul Queen's Lawn.
Il campus ha molti ristoranti e caffetterie gestiti dal college e contiene gran parte degli alloggi per studenti del college, inclusi i Prince's Garden Halls e Beit Hall. A nord, a breve distanza, si trovano i Kensington Gardens e Hyde Park, con spazi verdi e impianti sportivi.
White City
Un secondo campus è ubicato a White City, a ovest del campus principale, comprende un centro di innovazione, strutture di ricerca, nonché alloggi post laurea per gli studenti. Nel 2018 il dipartimento di chimica vi ha trasferito gran parte della sua ricerca sulle scienze molecolari.
Silwood Park
Silwood Park è un campus post laurea situato nel villaggio di Sunninghill vicino a Ascot nel Berkshire. Il campus comprende un centro per la ricerca e l'insegnamento in ecologia, evoluzione e conservazione, disposto su cento ettari, comprendente un parco per la sperimentazione diretta.

## Rettori
- Alfred Keogh (1910-1922)